# بزرگراه میان‌ایالتی ۸۷
بزرگراه میان ایالتی ۸۷ (به انگلیسی: Interstate-87، مخفف:I-87) یکی از بزرگراه‌های میان ایالتی آمریکاست؛ که مسیر شمالی-جنوبی داشته و زیرمجموعه دارد.